# Société Nationale de Sauvetage en Mer

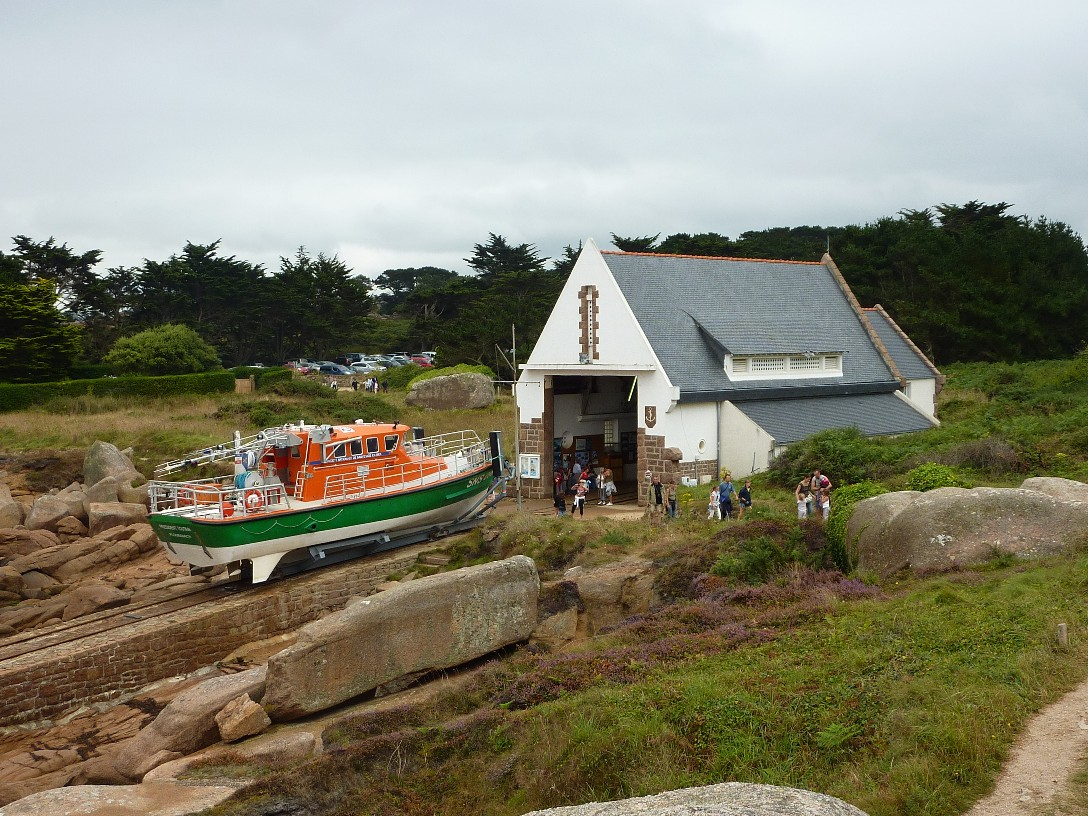
SNSM Président Toutain in Ploumanac’h

Die Société Nationale de Sauvetage en Mer (SNSM) ist eine französische Seenotrettungsorganisation, die 1967 durch Vereinigung der Société Centrale de Sauvetage des Naufragés (gegründet 1865) und der Hospitaliers Sauveteurs Bretons (gegründet 1873) gegründet wurde. Ihre Aufgabe ist die Rettung von Leben auf See in den französischen Gewässern, einschließlich der Übersee-Départements und -territorien.
Die Organisation wird unter anderem durch Zuschüsse der französischen Regierung, der Regionen, der Départements und der Kommunen finanziert.
Viele vergleichbare Organisationen werden dagegen vollständig durch private Spenden finanziert, zum Beispiel die Royal National Lifeboat Institution (Großbritannien und Irland), die Koninklijke Nederlandse Redding Maatschappij (Niederlande) und die Deutsche Gesellschaft zur Rettung Schiffbrüchiger.
Am 7. Juni 2019 kamen drei Mitglieder der Besatzung des Rettungsbootes SNS 061 bei einer Kenterung in der Nähe von Les Sables-d’Olonne bei einem Einsatz ums Leben.